# Parastacus laevigatus
Parastacus laevigatus är en kräftdjursart som beskrevs av Buckup och Rossi 1980. Parastacus laevigatus ingår i släktet Parastacus och familjen Parastacidae. IUCN kategoriserar arten globalt som otillräckligt studerad. Inga underarter finns listade i Catalogue of Life.